# Popolari per l’Italia
Ludowcy na rzecz Włoch (wł. Popolari per l’Italia, PpI) – włoska chrześcijańsko-demokratyczna partia polityczna, którą założył Mario Mauro.

## Historia
W listopadzie 2013 doszło do ostatecznego rozpadu koalicji Z Montim dla Włoch. Unia Centrum opuściła wspólną frakcję, nastąpił także rozłam w samym Wyborze Obywatelskim. Grupa parlamentarzystów (m.in. Mario Mauro, Lorenzo Dellai, Andrea Olivero) opuściła to ugrupowanie, powołując w tym następnym miesiącu wraz z deputowanymi i senatorami centrystów frakcje poselską i senacką pod nazwą Per l’Italia.
28 stycznia 2014 sformalizowano działania partii, jej przewodniczącym został Mario Mauro. Do nowego ugrupowania przyłączyło się około 20 parlamentarzystów krajowych w obu izbach. Ludowcy pozostali ugrupowaniem koalicyjnym, po powołaniu rządu Matteo Renziego objęli 1 stanowisko wiceministra i 3 stanowiska podsekretarzy stanu.
W lipcu 2014 doszło do rozłamu w tym środowisku. Opuściła je grupa prorządowa (m.in. Lorenzo Dellai i Andrea Olivero), partia przeszła wówczas do opozycji. W 2017 ugrupowanie podjęło współpracę z Forza Italia.